# 291. strelska divizija (ZSSR)
291. strelska divizija (izvirno rusko 291. стрелковая дивизия; kratica 291. SD) je bila strelska divizija Rdeče armade v času druge svetovne vojne.

## Zgodovina
Divizija je bila ustanovljena avgusta 1941.